# 구키노 사토시
구키노 사토시(일본어: 久木野 聡, 1987년 4월 16일 ~ )는 일본의 전 축구 선수이다.

## 구단 경력
과거 가와사키 프론탈레, 요코하마 FC, 도치기 SC, FC 마치다 젤비아에서 활동하였다.